# Vogelrichtlijngebied (België)

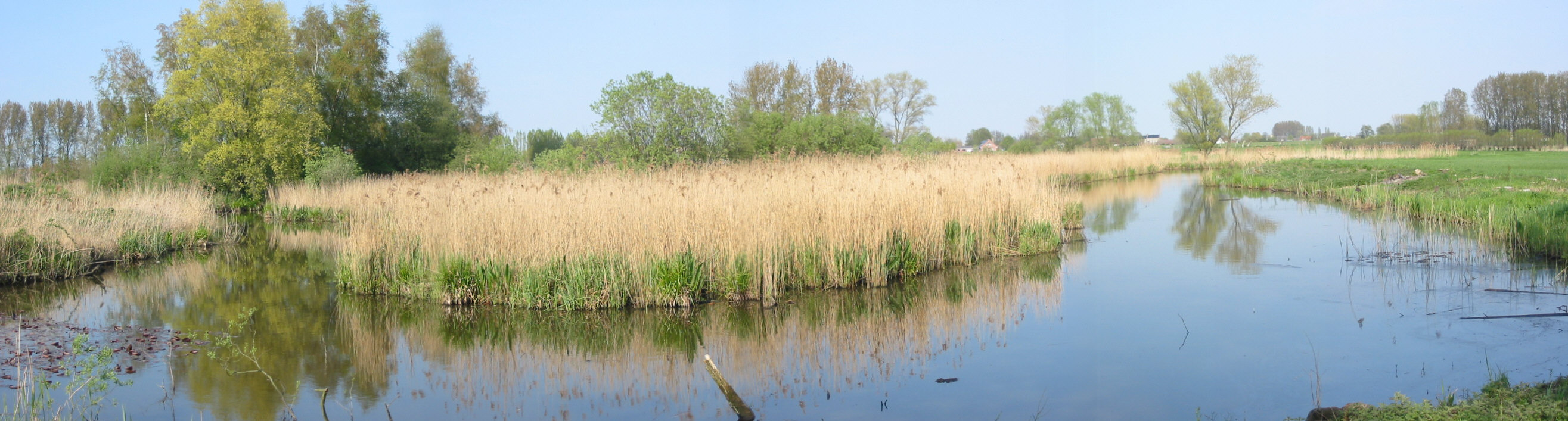
De Blankaart in de IJzervallei te Woumen

Op 2 april 1979 werd de Europese richtlijn 79/409/EEG inzake het behoud van de vogelstand, beter bekend als de Vogelrichtlijn, uitgevaardigd. Het doel ervan is de instandhouding van alle natuurlijk in het wild levende vogelsoorten op het Europese grondgebied van de lidstaten te bevorderen. Hiertoe worden Speciale Beschermingszones afgebakend, de zogenaamde Vogelrichtlijngebieden (SBZ-V). Deze gebieden maken (samen met de habitatrichtlijngebieden) deel uit van het Europese ecologische Natura 2000-netwerk.

## Lijst van Vogelrichtlijngebieden in Vlaanderen
- Arendonk, Merksplas, Oud-Turnhout, Ravels en Turnhout
- Bokrijk en omgeving
- De Kuifeend en Blokkersdijk
- Groot Schietveld, De Maatjes, Wuustwezelheide
- De Maten
- De Ronde Put
- De Zegge
- Demervallei
- Durme en Middenloop van de Schelde
- Duinengordel
- Hamonterheide, Hageven, Buitenheide, Stramprooierbroek en Mariahof
- IJzervallei
- Kalmthoutse Heide
- Krekengebied
- Mechelse heide en vallei van de Ziepbeek
- Poldercomplex
- Schorren en polders van de Beneden-Schelde
- Dijlevallei
- Militair domein en vallei van de Zwarte Beek
- Houthalen-Helchteren, Meeuwen-Gruitrode en Peer
- Vijvercomplex van Midden-Limburg
- Achterhaven Zeebrugge-Heist
- Belgische Westkust
- Zwin